# Ensemble Marktplatz/Unterer Markt (Hohenwart)

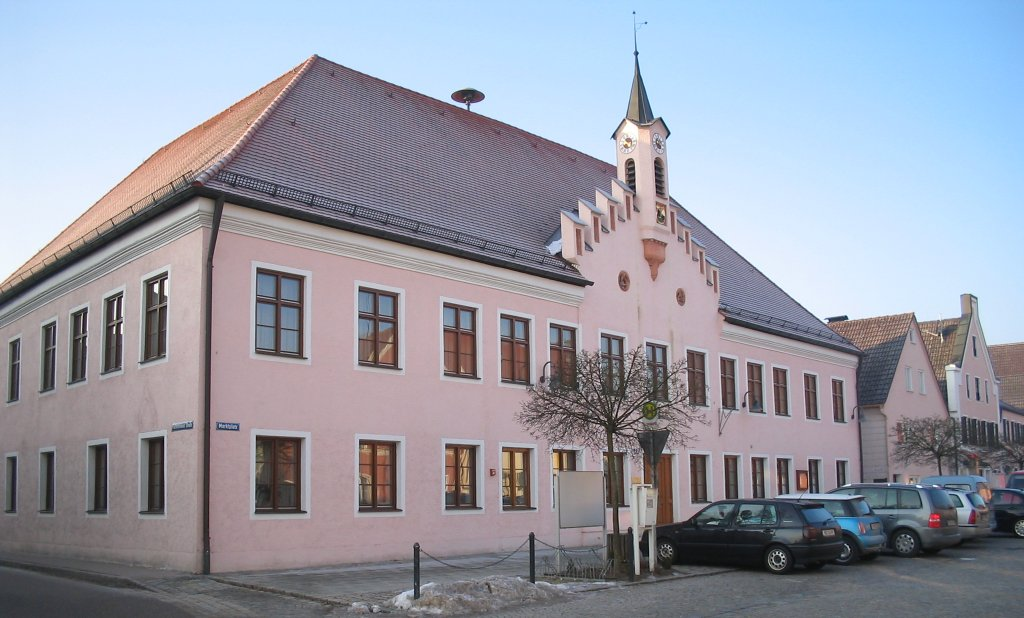
Rathaus in Hohenwart, Marktplatz 1

Das Ensemble Marktplatz/Unterer Markt in Hohenwart, einer Marktgemeinde im oberbayerischen Landkreis Pfaffenhofen an der Ilm, ist ein Bauensemble, das unter Denkmalschutz steht. 
Der langgestreckte Marktplatz ist vorwiegend mit giebelständigen Häusern bebaut, während der Untere Markt eine überwiegend traufständige Bebauung aufweist.

## Einzeldenkmäler
- Marktplatz 1: Ehemaliges Schulhaus, jetzt Rathaus
- Marktplatz 3: Apotheke
- Marktplatz 5: Bürgerhaus
- Marktplatz 10: Bürgerhaus
- Marktplatz 13: Ehemaliger Gasthof
- Unterer Markt 2: Gasthof
- Unterer Markt 4: Bürgerhaus
- Unterer Markt 16: Bürgerhaus

Siehe auch: Liste der Baudenkmäler in Hohenwart